# Christian Schwegler (Mediziner)

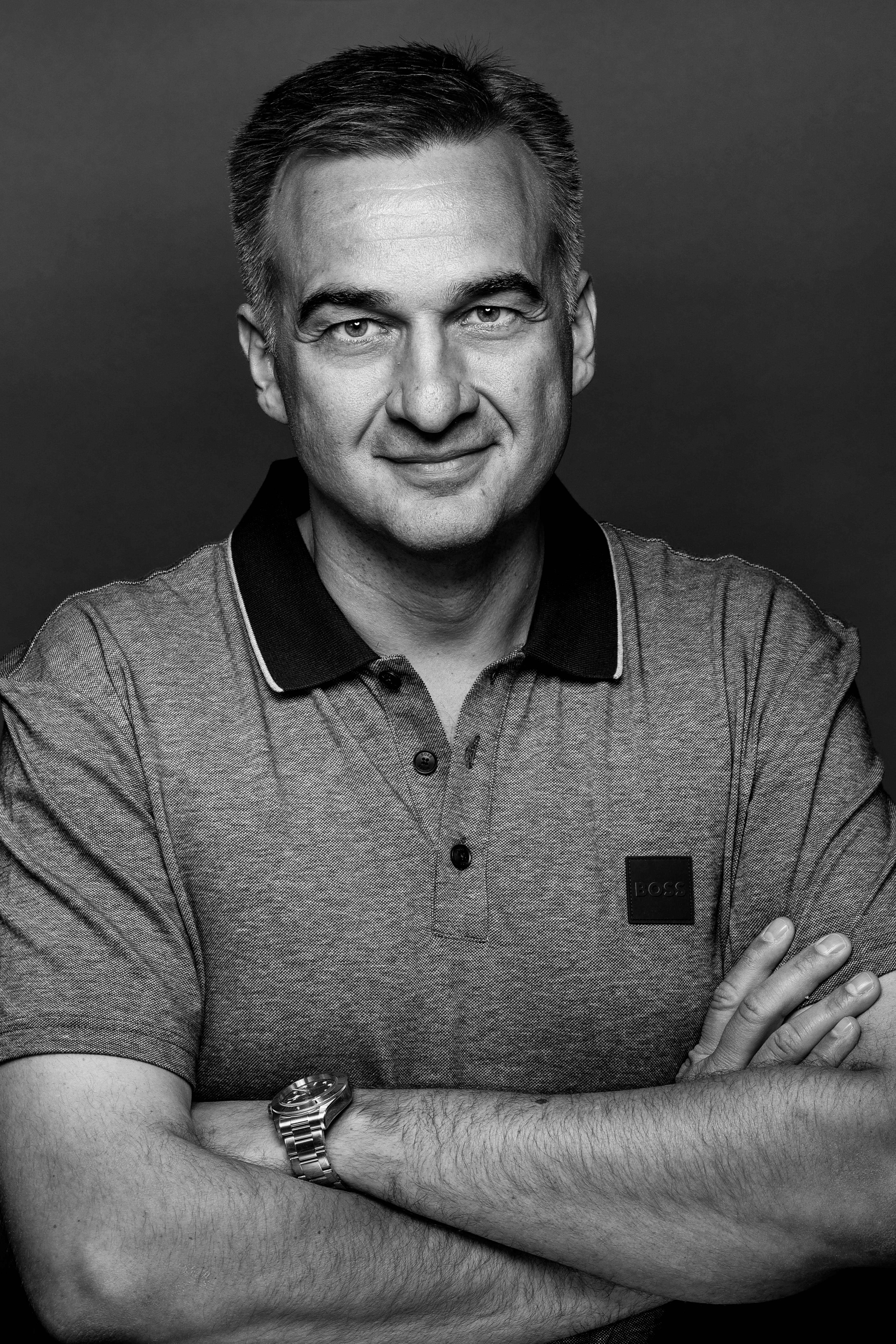
Christian Schwegler, 2023

Christian Schwegler (* 20. Dezember 1970 in Hamburg) ist ein deutscher Facharzt für Psychiatrie und Psychotherapie, Facharzt für Allgemeinmedizin und Arzt für Traditionelle Chinesische Medizin. Er ist Leiter des Schweizer Instituts für Medizinische Hypnose und teilt sich die Leitung des Milton Erickson Instituts Hamburg mit dem Psychologen Ortwin Meiss. Er hat verschiedene Fachbücher in den Bereichen Hypnosetherapie und Medizinische Kommunikation publiziert, darunter mit dem Hypnotherapeutischen Werkzeugkasten eines der Standardlehrbücher der Hypnosetherapie. Er ist seit März 2023 Präsident der Milton Erickson Gesellschaft für Klinische Hypnose.

## Arbeits- und Forschungsschwerpunkte
Christian Schweglers Arbeitsschwerpunkt ist die psychotherapeutische Unterstützung von Patienten mit schweren somatischen Erkrankungen, wie z. B. Krebsleiden. Aktuell untersucht er in Kooperation mit dem Universitätsspital Basel, inwieweit sich die Lebensqualität von Brustkrebspatientinnen unter Chemotherapie mit adjuvanter Hypnosetherapie verbessern lässt.
Ferner unterrichtet er an diversen Institute in Deutschland (unter anderem am Helm-Stierlin-Institut), Österreich und der Schweiz. Er ist offizieller Ausbilder der Milton-Erickson-Gesellschaft für Klinische Hypnose in Deutschland.

## Schriften (Auswahl)

### Bücher
- Der Hypnotherapeutische Werkzeugkasten. Mad Man’s Magic, Kaltenkirchen 2014, ISBN 978-3-033-04807-2.
- Grundkurs Hypnosetherapie. Mad Man’s Magic, Kaltenkirchen 2015, ISBN 978-3-9524457-0-9.
- Ratgeber Hypnosetherapie. Mad Man’s Magic, Kaltenkirchen 2016, ISBN 978-3-033-04385-5.
- Was ich gerne über Psychotherapie gewusst hätte, als mein erster Patient vor mir saß. Mad Man’s Magic, Kaltenkirchen 2018, ISBN 978-3-9524457-1-6.
- Medizinische Kommunikation. Elsevier, München 2022, ISBN 978-3-437-15440-9.

### Beiträge in Zeitschriften
- U. O. Wenzel, G. Wolf, I. Jacob, C. Schwegler, A. Qasqas, K. Amann, U. Helmchen, R. A. Stahl: Beneficial and adverse renal and vascular effects of the vasopeptidase inhibitor omapatrilat in renovascular hypertensive rats. In: Nephrol Dial Transplant. Band 18, Nr. 10, Oct 2003, S. 2005–2013. doi:10.1093/ndt/gfg271. PMID 13679474.
- C. Schwegler, A. Dorn-Beineke, S. Nittka, C. Stocking, M. Neumaier: Monoclonal anti-idiotype antibody 6G6.C4 fused to GM-CSF is capable of breaking tolerance to carcinoembryonic antigen (CEA) in CEA-transgenic mice. In: Cancer Res. Band 65, Nr. 5, 1. Mar 2005, S. 1925–1933. doi:10.1158/0008-5472.CAN-04-3591. PMID 15753392.
- Ch. Schwegler, B. Demirdelen, P. Meier, Ch. Fünfgeld: Verwendung von Polypropylen/Polyglactin 910- (PP910-) und Polypropylen/Polyglecapron 25 (PP25-) Netzen bei Beckenbodenprolaps - eine retrospektive Analyse. In: Journal für Urologie und Urogynäkologie. Band 16, Nr. 3, 2009.

### Audio-, Video-Medien und Downloads
- Der Hypnotherapeutische Video-Werkzeugkasten. Mad Man’s Magic, Kaltenkirchen 2021, EAN 4-270002-497313